# Villa Comunale de Naples
La Villa Comunale (anciennement Villa Reale) est le plus vaste et le plus visible des parcs du centre de Naples. S'étendant sur 11 hectares, il a été construit dans les années 1780 par le roi Ferdinand IV — connu plus tard sous le nom de Ferdinand Ier des Deux-Siciles — sur des terrains gagnés sur le long de la côte entre la ville principale et le petit port de Mergellina. Le parc était à l'origine réservé aux membres de la famille royale, mais ouvert au public lors d'évènements spéciaux tels que le festival de Piedigrotta. Le parc a été ouvert au public de façon permanente en 1869, après l'unification de l'Italie.

## Description
Le parc Villa Comunale est un parc historique qui s'étend sur 1 km dans une zone comprise entre Pizzofalcone et les collines du Posillipo, le long de la Riviera di Chiaia. Il suit la courbe de la baie de Piazza Vittoria à la Piazza della Repubblica. Conçu par Vanvitelli qui s'inspira des jardins français, il est planté de pins, palmiers, eucalyptus. Le parc comporte de nombreuses fontaines, sculptures, statues et bustes, ainsi que l'Obélisque méridien.

Le parc abrite l'aquarium Anton Dohrn, un établissement scientifique de renom construit dans les années 1870. La route de bord de mer, via Caracciolo, qui se trouve désormais entre l'aquarium et la mer, a été ajoutée à la ville en 1900 afin de raccorder la ville et les faubourgs à l'ouest.

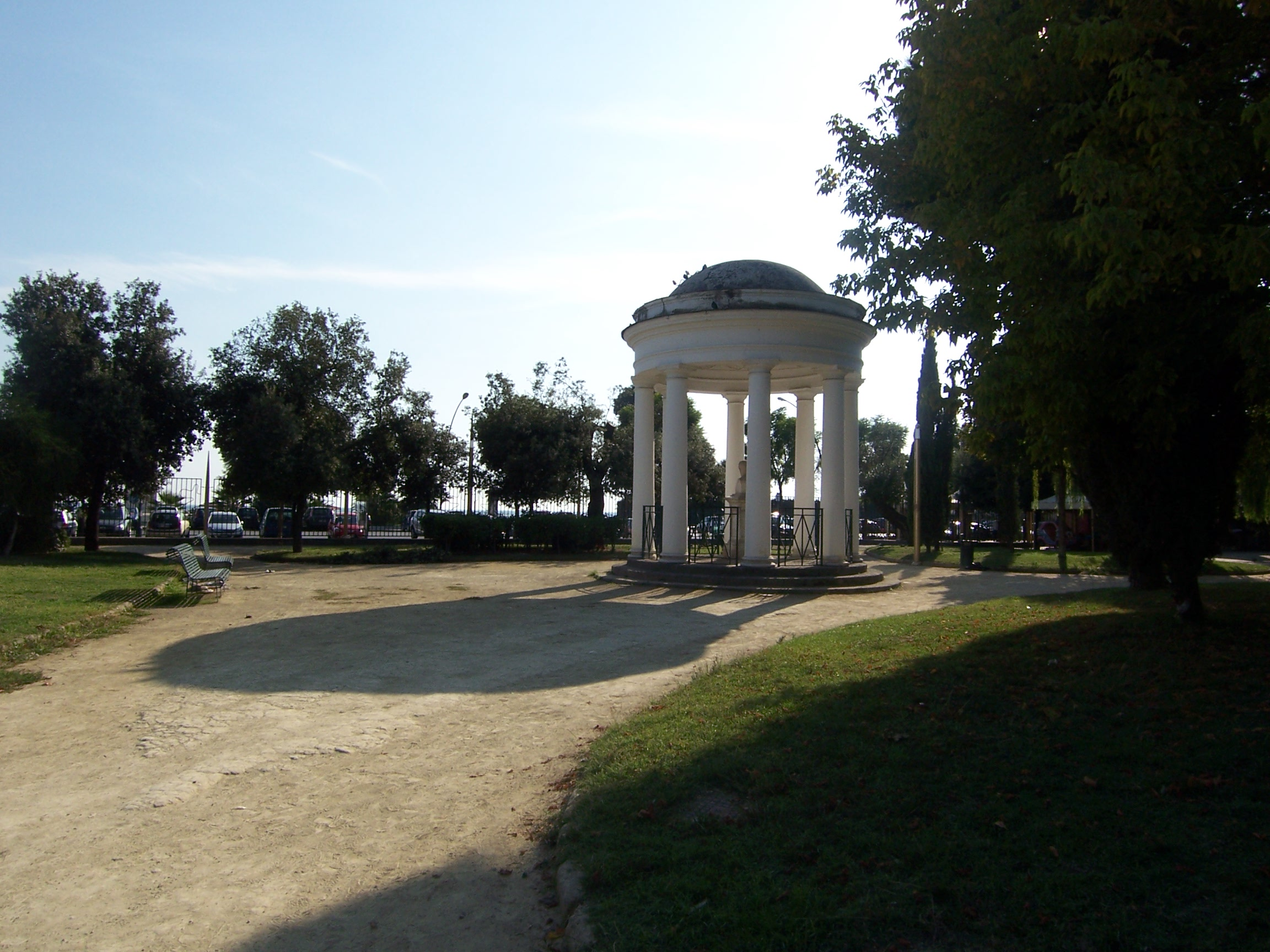
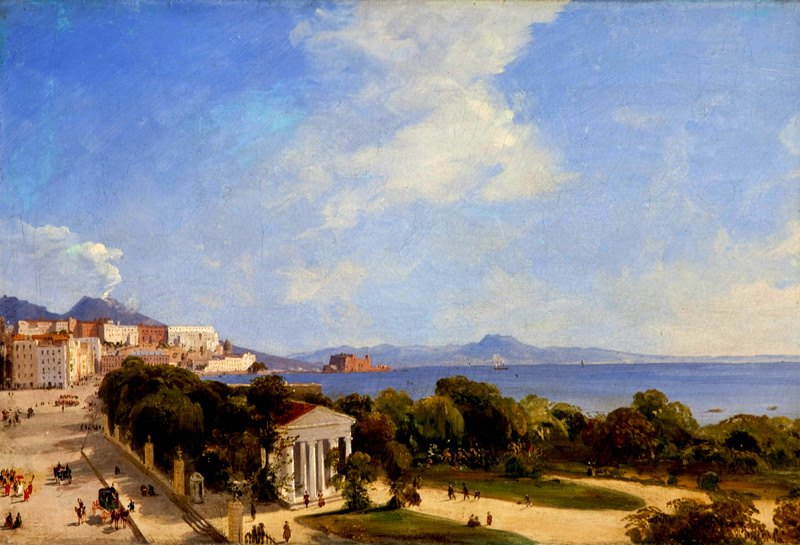
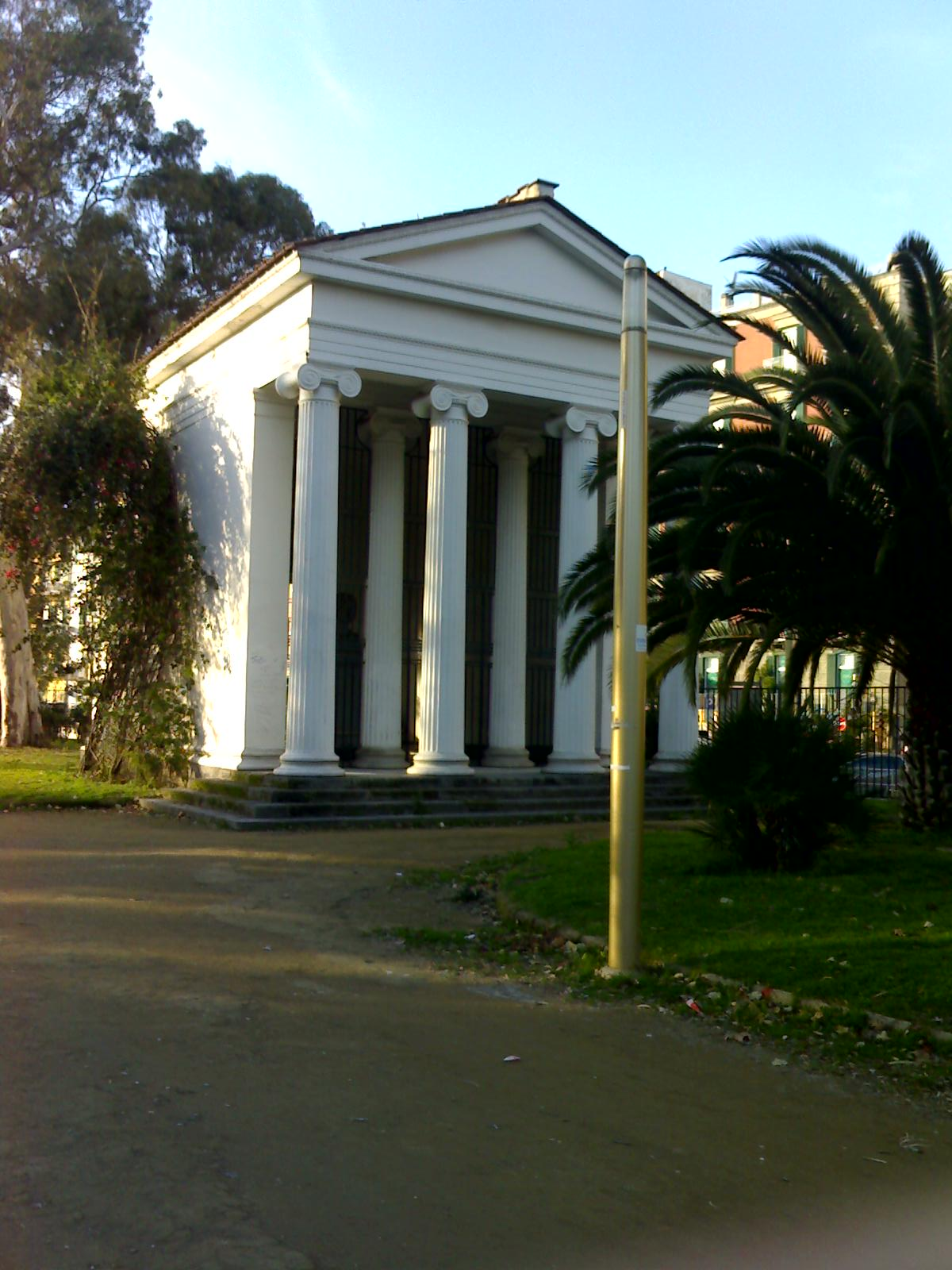
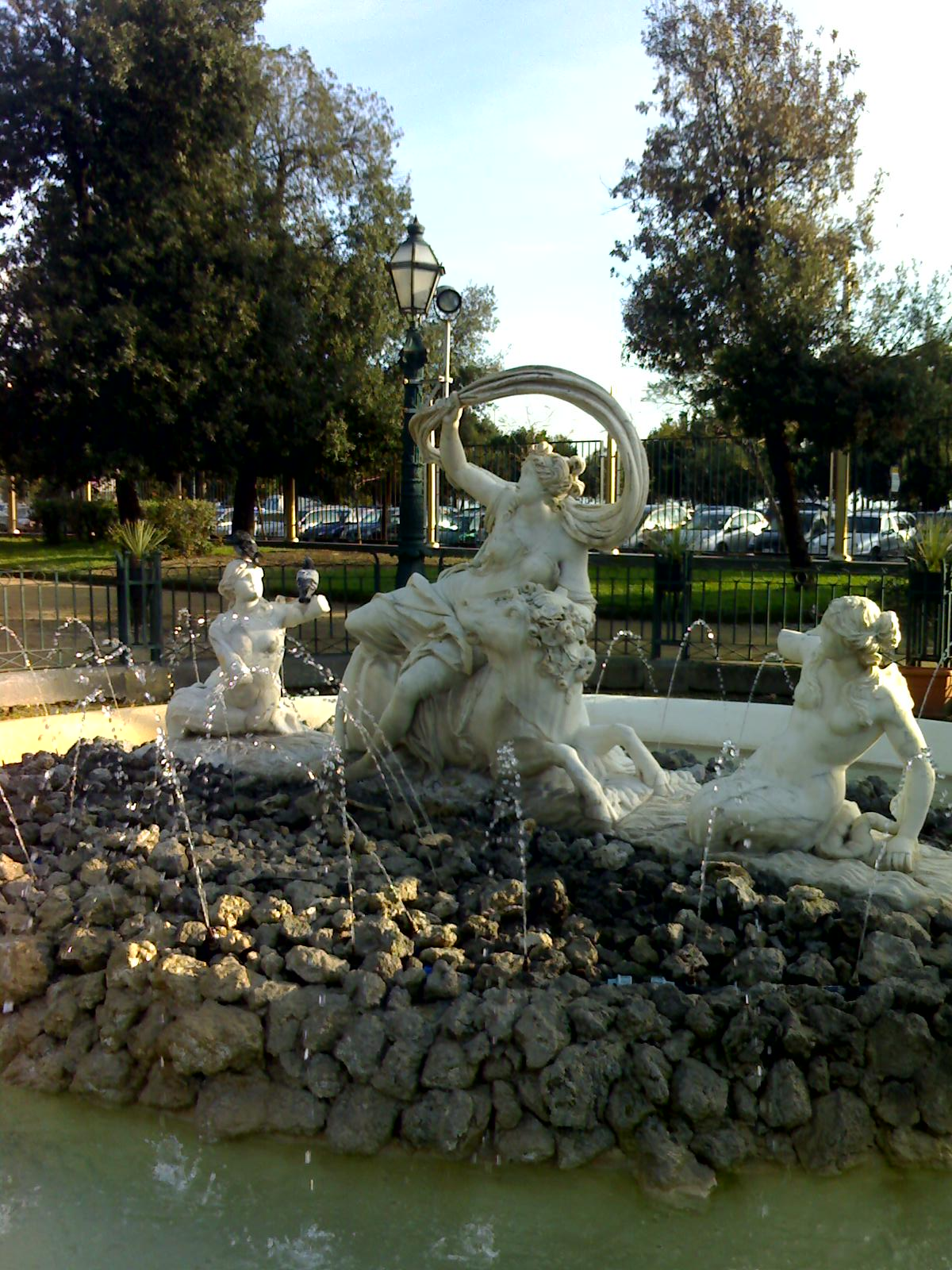
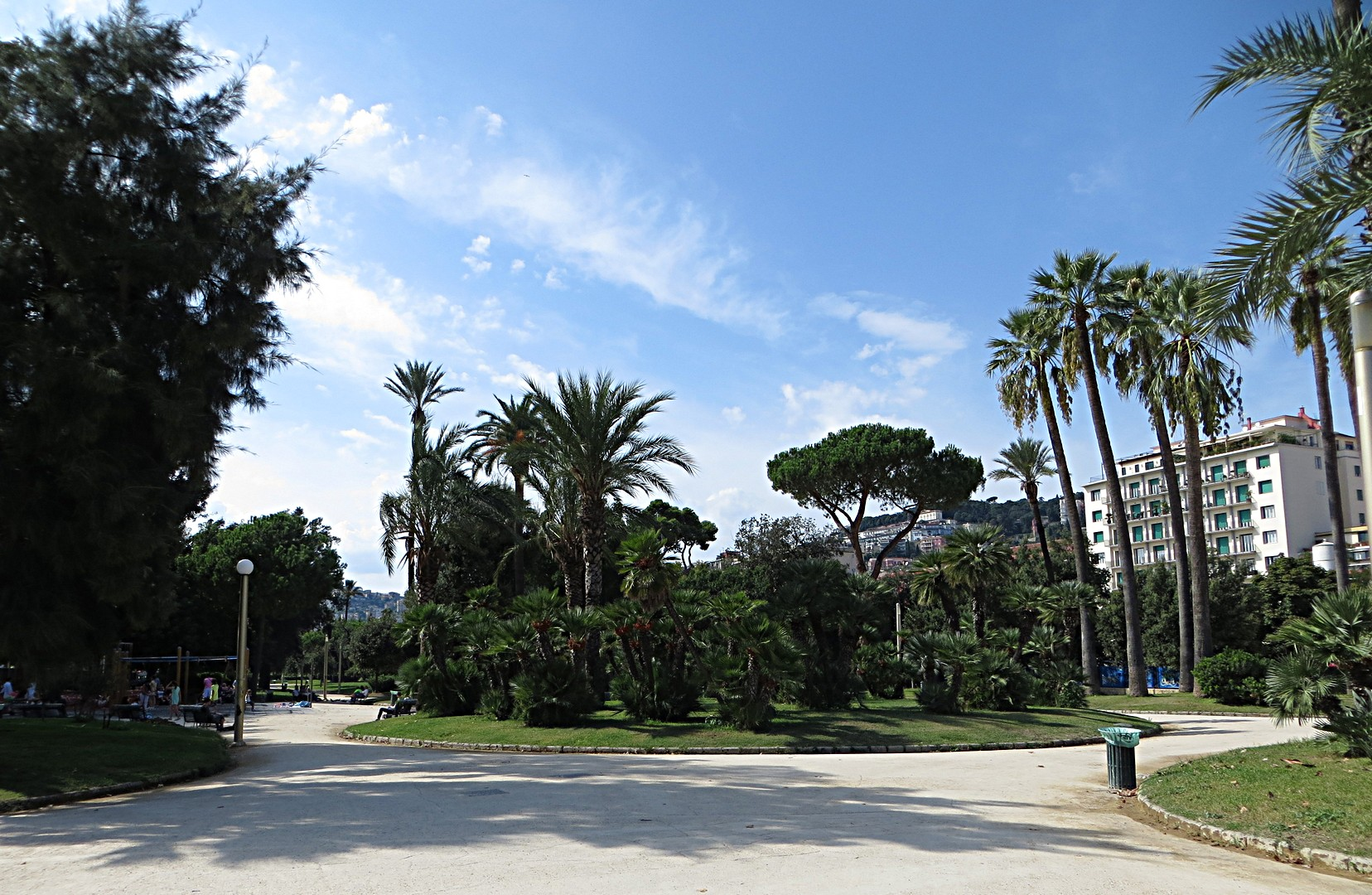
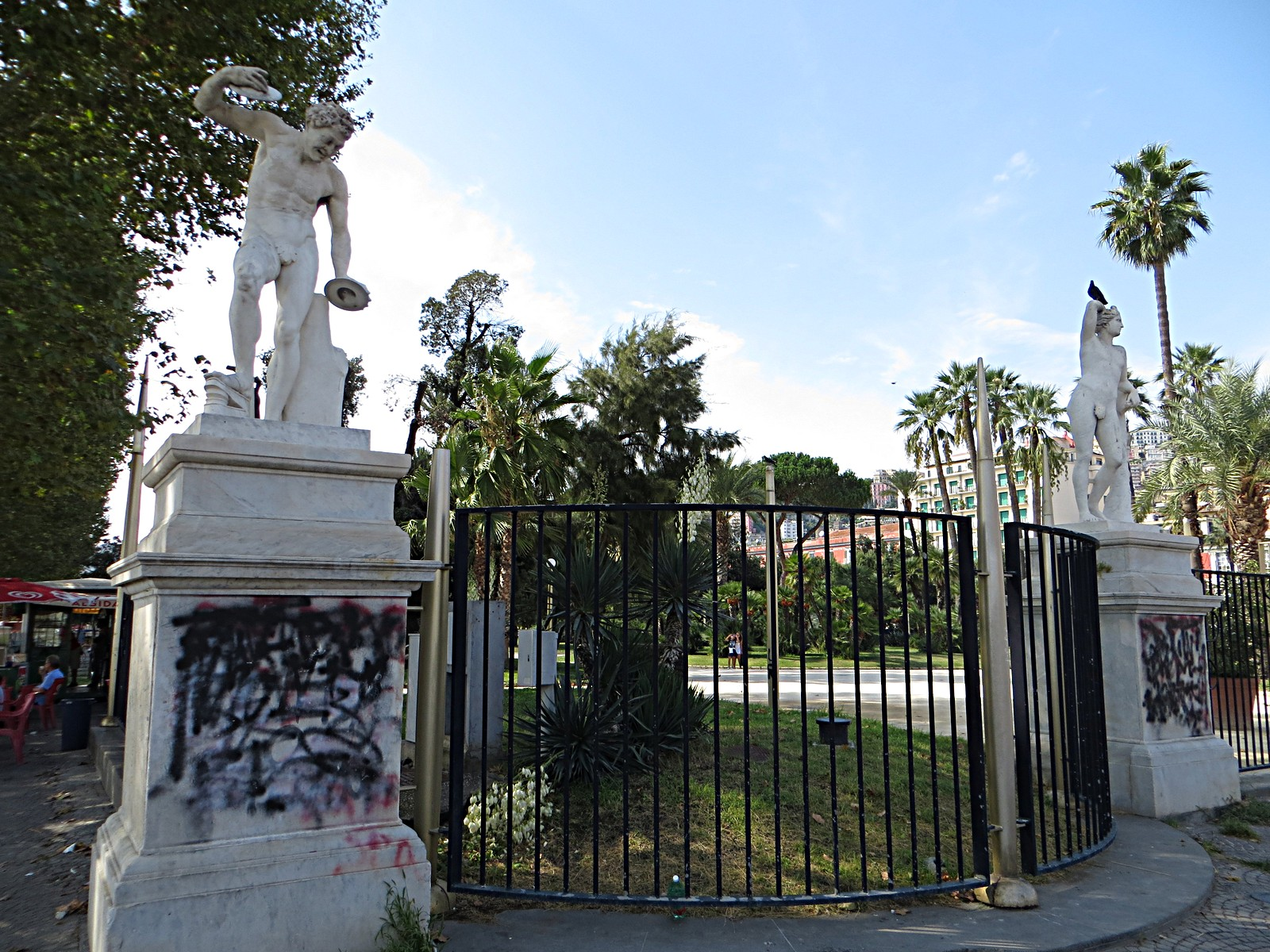

## Littérature
«La Villa Reale est [...] située, par rapport à la Riviera di Chiaia, comme le jardin des Tuileries par rapport à la rue de Rivoli. Ce n'est qu'à la place de la Seine que se trouve la Méditerranée : au lieu du quai d'Orsay c'est l'extension, l'espace, l'infini. La Villa Reale est sans aucun doute la promenade la plus belle et surtout la plus aristocratique du monde. » (Alexandre Dumas , Le Corricolo , 1841)